# William Aiton
William Aiton (1731 — 2 de fevereiro de 1793) foi um botânico escocês  que dirigiu a fase inicial de crescimento do Real Jardim Botânico de Kew, publicando o seu primeiro catálogo e dirigindo uma incessante campanha de aquisição de novas plantas para o Jardim. Descreveu múltiplas espécies e géneros novos para a ciência. Seu filho, também botânico, chamou-se William Townsend Aiton.

## Biografia
Aiton nasceu nos arredores de Hamilton, tendo aprendido a profissão de jardineiro. Em 1754 mudou-se para Londres, assumindo as funções de ajudante de Philip Miller, então superintendente do Chelsea Physic Garden (Jardim Medicinal de Chelsea).
Tendo ganho reputação como excelente jardineiro e taxonomista, em 1759 foi nomeado director do recém-criado Real Jardim Botânico de Kew (Kew Royal Botanic Gardens), cargo que manteve até ao seu falecimento.
Como director dos jardins de Kew, introduziu numerosos melhoramentos e pesquisou incessantemente novas espécies para neles introduzir, criando uma extraordinária rede de correspondentes colectores que cobria, naquela época, toda a Terra.
Em 1789 publicou o Hortus Kewensis, um catálogo das plantas cultivadas em Kew, no qual incluiu a descrição de algumas centenas de novas espécies e a definição de mais de uma dúzia de novos géneros. Uma edição revista e ampliada do Hortus Kewensis foi publicada em 1810-1813 pelo seu filho mais velho, William Townsend Aiton (1766 — 1849), que o tinha sucedido no cargo de director dos jardins de Kew e que tinha sido encarregue pelo rei Jorge IV de projectar os jardins do Pavilhão de Brighton.
A abreviatura padrão Aiton é aplicada em taxa por ele descritos (a abreviatura utilizada para o nome do filho é W.T. Aiton).

## Obras
- Hortus Kewensis (1789)